# مارغريت إيفانز برايس
مارغريت إيفانز برايس (بالإنجليزية: Margaret Evans Price)‏ هي رسامة توضيحية أمريكية، ولدت في 20 مارس 1888، وتوفيت في 20 نوفمبر 1973.